# Bistum Prato
Das Bistum Prato (lateinisch: Dioecesis Pratensis, italienisch: Diocesi di Prato) ist eine in Italien gelegene römisch-katholische Diözese mit Sitz in Prato.

## Geschichte
Das Bistum Prato war von 22. September 1653 bis 25. Januar 1954 Aeque principaliter mit dem Bistum Pistoia vereinigt. Am 25. Januar 1954 wurde das Bistum Prato ein eigenständiges Bistum. Es wurde dem Erzbistum Florenz als Suffraganbistum unterstellt.

## Weblinks

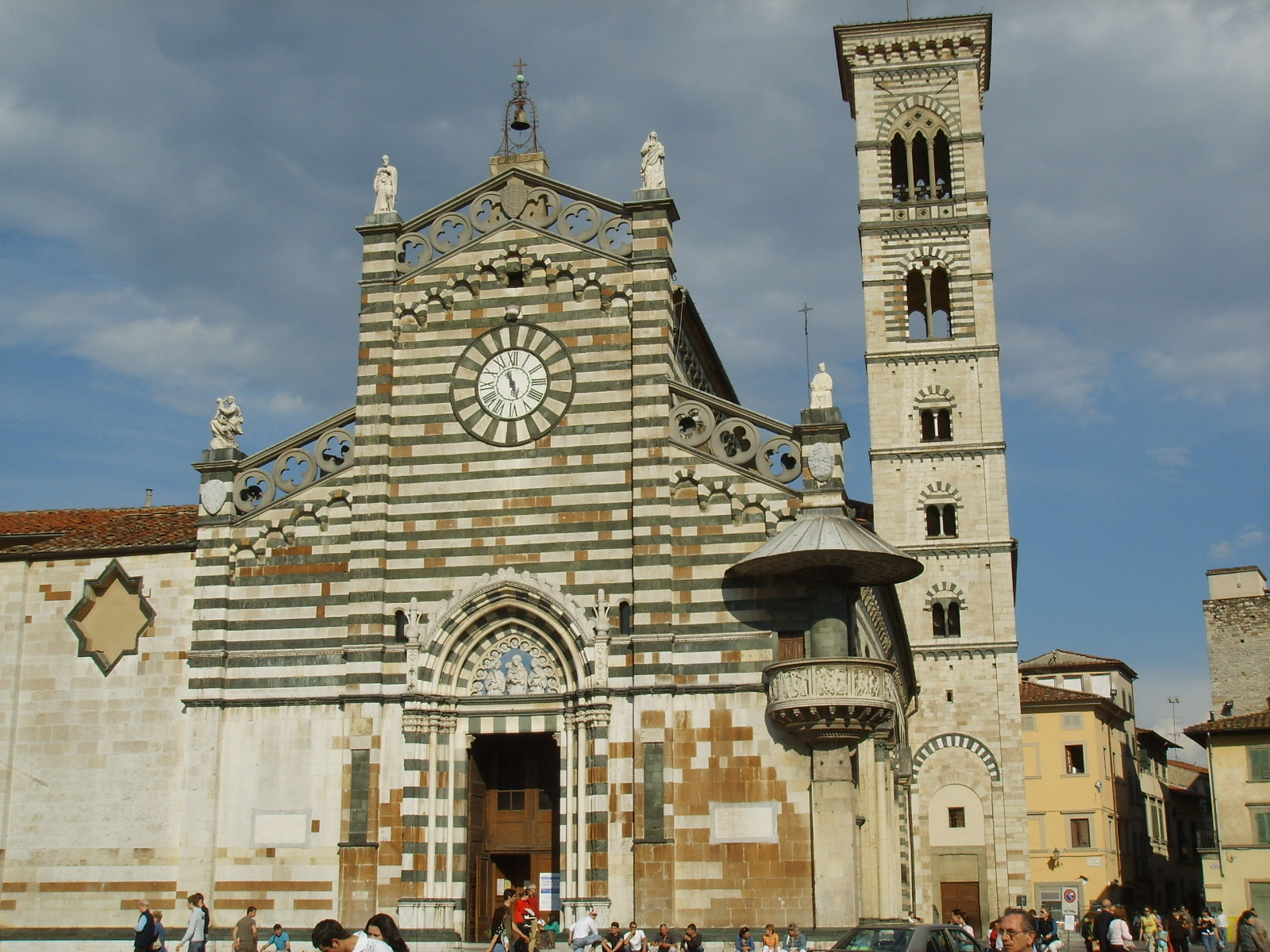
Kathedrale Santo Stefano in Prato

## Bischöfe von Prato
- Pietro Fiordelli, 1954–1991
- Gastone Simoni, 1991–2012
- Franco Agostinelli, 2012–2019
- Giovanni Nerbini, seit 2019